# Естеглал Хузестан
„Естеглал Мелли-Ахваз Хузестан ФК“ е ирански футболен клуб, от град Ахваз. Клуб е основан като филиал на техеранския „Естеглал“.

## История
„Естеглал Хузестан“ е основан през 2011 като придобива лиценза на столичния „Естеглал Джоноб“. Столичния отбор вод началото си от 1990 година като е основан от фенове на отбора.
В първата година от съществуването си „Естеглал“ побеждава в трета дивизия и се качва на по-горното стъпало.
През сезон 2012/13 завършва втори в група „Б“ на Азадеган лигата. Това дава право за плейофите за промоция, но съдбата се усмихва и изпраща Естеглал Хузестан директно в Про лигата на Персийския залив. Причината – победителят в групата Шахрдари Табриз е уличен в уреждане на мачове.
Следващите два сезона в топ дивизията на Иран е преломна за „революционния“ Естеглал, като отборът е на ръба на изпадането.
Първата година отборът остава над чертата на плейофите за оцелявае благодарение на по-добрата си голова разлика.
Вторият път надделява над „Мес Керман“ в бараж с 3:0 и така запазва мястото си в елита.
Преди старта на сезон 2015/16 Естеглал се подсилва с много от играчите на „Фулад Новин“. Това е дублиращият отбор на градския съперник „Фулад“. Друг любопитен момент е, че настоящия треньор на „Естеглал Абдолах“ Вейси, приключва кариерата си на футболист и започва в треньорския бранш именно в местния враг. Битката в Про лигата на Персия е ожесточена до последния кръг. С успешна серия от поредни победи Естеглал Хузестан е водач в класирането в средата на сезона. Загуба от гранда „Персеполис“ в 17-ия кръг обаче заплита интригата. По това време „сините“ от Ахваз се намират на второ място. „Персеполис“ се изкачва на пето място. „Червената армия“ от столицата обаче тепърва ще прогресира, като в един момент, дори заема челна позиция. Треньорът на „Естеглал Хузестан“ Вейси заявява, че главната цел е не титлата, а участие в Шампионската лига на Азия. Отборът трябва да завърши на първите две места, за да влезе директно в групите на континенталния топ турнир.
В крайна сметка „Естеглал Хузестан“ успява да вдигне трофея. Кръг преди края „сините“ от Ахваз отново оглавяват класирането. Отборът има еднакъв брой точки с „Персеполис“, но е с по-добра голова разлика. Златото е спечелено в последния кръг с 2:0 над „Зоб Ахан“. Тази титла сякаш изплува от иранския смог. През 2011 година Световната здравна организация обявява Ахваз за град с най-замърсен въздух в света. Това е и една от най-горещите точки на планетата Земя. Средната годишна температура на въздуха е 33 градуса по Целзий. Често през лятото живакът достига 45, а максималните измерени температури са нажежаващите 54 градуса.
В дебюта си в Шампионската лига на Азия „Естеглал Хузестан“ попада в компанията на „Лехвия“ (Катар), „Ал Фатех“ (Саудитска Арабия) и „Ал Джазира“ (ОАЕ). От 6 мача сините събират 9 точки, като се нарждат на второ място в групата. В елеминационната фаза за съперник се пада вицешампионът на Саудитска Арабия – „Ал Хилал“. Арабите притежават изключителен опит, като това е 13-ото им участие в най-престижния турнир на азиатския континент. „Ал Хилал“ побеждава „Естеглал Хузестан“ и в двата мача и достига финал, който губи от японския „Урава Ред Даймъндс“.
Следват нови тежки времена за Естеглал Хузестан. Суперкупата на страната е загубена от „Зоб Ахан“ Есфахан, който е носител на „Хафзи Къп“.
През сезон 2016/17 „Естеглал Хузестан“ завършва в средата на таблицата. Няколко кръга преди края на настоящата кампания „сините“ са на границата на изпадащите отбори. Клубът от Ахваз регистрира най-голямата си загуба през сезона – 0:6 от стария познайник „Зоб Ахан“ .

## Успехи
Про лига на Персийския залив: (Първа дивизия)
- Шампион (1): 2015/16

Азадеган лига: (Втора дивизия)
- Шампион (1): 2012/13

Лига 2: (Трета дивизия)
- Шампион (1): 2010/11

Суперкупа:
- Финалист (1): 2016